# Wybory parlamentarne na Tonga w 1999 roku
Wybory parlamentarne na Tonga w 1999 odbyły się 10 i 11 marca. Wybierano 9 przedstawicieli ludu i 9 przedstawicieli szlachty do 30-osobowego Zgromadzenia Ustawodawczego na trzyletnią kadencję.

## System wyborczy
Prawo do głosowania na przedstawicieli ludu mieli wszyscy obywatele Tonga mający ukończone 21 lat, piśmienni i (w przypadku mężczyzn) nienależący do szlachty. Kandydować na przedstawicieli ludu w Zgromadzeniu mogły osoby posiadające czynne prawo wyborcze i nieposiadające długów wyższych niż pozwalał próg określony w prawie. Kraj został podzielony na pięć okręgów wyborczych. Kandydaci musieli przedstawić podpisy poparcia 50 wyborców z własnego okręgu i wpłacić depozyt wysokości 100 $T, który odzyskiwali, jeśli zdobyli określony odsetek głosów (6,3% lub 10%, w zależności od okręgu).
Oprócz przedstawicieli ludu i szlachty w Zgromadzeniu Ustawodawczym zasiedli z urzędu członkowie mianowanej przez króla Tajnej Rady (10 ministrów) oraz dwóch gubernatorów.

## Kampania i wyniki
Kampania wyborcza koncentrowała się na kwestiach gospodarki, reformy konstytucyjnej oraz zarzutów o korupcję wysuwanych pod adresem niektórych członków rodziny królewskiej. Demokraci (startujący pod szyldem Ruchu na rzecz Praw Człowieka i Demokracji) zmniejszyli swoją reprezentację w parlamencie, zdobywają 5 spośród 9 miejsc.
Uprawnionych do głosowania było 54 912 zarejestrowanych wyborców, udział w wyborach wzięło 27 867 osób (frekwencja 50,75%).
O dziewięć mandatów przypadających przedstawicielom ludu ubiegało się 51 kandydatów, w tym 4 kobiety. Wszyscy wybrani posłowie byli mężczyznami.

## Źródło
- Historical Archive of Parliamentary Election Results (1999). Inter-Parliamentary Union. [dostęp 2016-08-04]. (ang.).